# Kanton Douai-Sud
Der Kanton Douai-Sud war bis 2015 ein französischer Kanton im Arrondissement Douai, im Département Nord und in der Region Nord-Pas-de-Calais. Sein Hauptort war Douai. Vertreter im Generalrat des Departements war zuletzt von 2011 bis 2015 Alain Bruneel (PCF).

## Gemeinden
Der Kanton bestand aus einem Teil der Stadt Douai (angegeben ist hier die Gesamteinwohnerzahl, im Kanton waren es etwa 11.500 Einwohner) und weiteren elf Gemeinden: 
| Gemeinde              | Einwohner Jahr | Fläche km² | Bevölkerungsdichte | Code INSEE | Postleitzahl |
| --------------------- | -------------- | ---------- | ------------------ | ---------- | ------------ |
| Aniche                | 10.536 (2013)  | 6,52       | 1616 Einw./km²     | 59008      | 59580        |
| Auberchicourt         | 4.399 (2013)   | 7,12       | 618 Einw./km²      | 59024      | 59165        |
| Dechy                 | 5.207 (2013)   | 9,27       | 562 Einw./km²      | 59170      | 59187        |
| Douai                 | 41.189 (2013)  | –          | – Einw./km²        | 59178      | 59500        |
| Écaillon              | 1.968 (2013)   | 4          | 492 Einw./km²      | 59185      | 59176        |
| Férin                 | 1.479 (2013)   | 5,52       | 268 Einw./km²      | 59228      | 59169        |
| Guesnain              | 4.703 (2013)   | 4,05       | 1161 Einw./km²     | 59276      | 59287        |
| Lewarde               | 2.573 (2013)   | 3,9        | 660 Einw./km²      | 59345      | 59287        |
| Loffre                | 749 (2013)     | 2,6        | 288 Einw./km²      | 59354      | 59182        |
| Masny                 | 4.140 (2013)   | 7,12       | 581 Einw./km²      | 59390      | 59176        |
| Montigny-en-Ostrevent | 4.776 (2013)   | 5,42       | 881 Einw./km²      | 59414      | 59182        |
| Roucourt              | 444 (2013)     | 3,19       | 139 Einw./km²      | 59513      | 59169        |